# Gaspar Corte-Real
 Gaspar Corte-Real  (c. 1450 - c. 1501?) va ser un navegant portuguès procedent d'una família hidalga de les illes Açores.
Va participar en la recerca de la ruta marítima que conduís a l'Índia. Don Juan Manuel, en ser nomenat rei com a successor de Joan II, el va recolzar en la seva tasca de reconèixer les terres que havien correspost al Regne de Portugal després de la signatura del Tractat de Tordesillas.
Va recórrer aquests llocs, arribant a la conclusió que aquests nous territoris formaven un continent. Aquesta hipòtesi va servir perquè Pedro Álvares Cabral realitzés els seus primers viatges al Brasil. Corte-Real va emprendre altres expedicions, però cap a Amèrica del Nord.
El 1500 sortí del port de Lisboa en direcció a Terranova i l'any següent s'encaminà cap a Groenlàndia encara que no va arribar al seu destí, ja que els corrents el van desviar aconseguint arribar a la península del Labrador. Des d'allà va intentar viatjar cap a les colònies lusitanes del sud però es va perdre durant la travessia. El seu germà Miguel Corte-Real el va anar a buscar i va tenir la mateixa sort.

## Nota
1. ↑  Maine Historical Society. Documentary history of the state of Maine.  Bailey and Noyes, 1869, p. 166– [Consulta: 7 febrer 2011].